# HMS 워스파이트 (03)
HMS 워스파이트(영어: HMS Warspite)는 영국 해군이 1910년대 초에 만든 퀸엘리자베스급에 속하는 전함 5척 중 하나이다. 제1차 세계 대전 중인 1915년에 완성되었으며, 대함대에 배정되어 유틀란트 해전에 참가했다. 이 해전 외에 8월 19일 결론이 나지 않았던 전투를 제외하고, 제1차 세계 대전 동안 워스파이트의 주요 임무는 북해에서의 훈련과 정기적인 순찰로 구성되어 있었다. 전간기 동안 워스파이트는 대서양과 지중해에 배치되어 기함으로서 활동했고, 1930년대에 대대적인 현대화 작업을 받았다.
제2차 세계 대전 동안 워스파이트는 1940년 노르웨이 전역에 참여한 뒤 그 해 말 지중해로 이동하였고, 지중해에서 이탈리아 왕국 해군에 맞섰던 여러 작전에 참여하는 한편 수송선을 호위하고 이탈리아 해안에 있는 적군을 공격하기도 했다. 1941년 중반 크레타 전투에서 워스파이트는 독일군 전투기의 공격을 받아 손상되었고, 미국에서 6개월간의 수리가 필요했다. 태평양 전쟁이 시작된 1941년 12월 수리가 완료되자 워스파이트는 태평양을 건너 1942년 인도양에 있는 동인도함대에 합류했다. 1943년 중반 워스파이트는 영국으로 돌아온 뒤 이탈리아 전역 당시 H부대에 배정되어 함포사격지원 임무를 맡았다. 아발란체 작전 당시 독일의 무선조종 활공폭탄에 의해 큰 손상을 입은 워스파이트는 1944년까지 수리에 들어갔다. 완전히 복구가 되지 않았음에도 불구하고, 워스파이트는 1944년 노르망디 상륙과 열중 작전 당시 독일군의 진지를 공격했다. 여러 임무 덕택에 워스파이트는 영국 해군의 함선 중 가장 많은 전투 훈장을 받았다. 이런 저런 이유들로, 앤드루 커닝엄 제독의 발언 이후 워스파이트는 "위대한 노부인"이라는 별명을 얻게 되었다.
1913년 워스파이트가 진수되었을 때, 기름을 연료로 사용하고 검증되지 않은 15인치 포를 장착한 것은 영국-독일 해군력 경쟁 당시 혁명적인 발상으로, 함선의 도안을 지지했던 제1해군대신 윈스턴 처칠과 해군원사 존 피셔에게는 상당한 모험이었다. 그러나 제1차 세계 대전 때 고속전함이 뛰어난 성공을 거두게 되었다. 1945년 퇴역한 워스파이트는 1947년 콘월주 프러시아 코브 근처에서 해체되었고, 이후 근처에서 부서졌다.